# Fantasia (ALI PROJECTのアルバム)
『Fantasia』は、ALI PROJECTの19枚目（インディーズから通算）のオリジナルアルバム。2019年8月28日に徳間ジャパンコミュニケーションズから発売された。

## 収録曲
1. BArADiPArADicA（バラディパラディカ）
  - イントロにPRIME LOOPSのサンプル音源『ORCHESTRAL SCORES』より「The Spy[1]」が利用されている。同音源は『凶夢伝染カルナバルLIVE 2012』にも利用されている。サビ直後のメロディに同音源より「The Real Slim[2]」が利用されている。
2. 21世紀新青年
  - サビにセルゲイ・ラフマニノフの『前奏曲 変ホ長調 作品23-6』が引用されている。
  - BメロにBIG FISH AUDIOのサンプル音源『MODERN HIP HOP』より「kit 7」「kit 34」利用されている。
  - イントロ、AメロにFUNCTION LOOPSのサンプル音源『PSYTRANCE WARRIORS』の「kit 05」の要素が利用されている。デモ音源は「FL_CPS_KIT05_DEMO[3]」である。その他、同音源よりイントロに「FL_CPS_KIT06_144_G#_Main_Theme_Loop[4]」が利用されている。
3. リアル×ファンタジー
  - サビにエルネスト・レクオーナの『エル・エスコリアル宮殿の前で』（ "Ante el Escorial" ）が引用されている。
  - イントロにEQUINOX SOUNDSのサンプル音源『CINEMATIC STRINGS ENSEMBLE』より「Aoede[5]」が利用されている。Ｂメロに同音源より「Downward Spiral[6]」が利用されている。
4. Maison de Bonbonnière
  - イントロにPRIME LOOPSのサンプル音源『ORCHESTRAL SCORES』より「Heat[7]」「In The Jungle[8]」「The Hero[9]」が利用されている。
5. 月下、緑雨幻想
  - 間奏にエルネスト・レクオーナの『幻想的ワルツ集』から第2番が引用されている。
6. 自由戀愛
  - サビにエルネスト・レクオーナの『黒猫』が引用されている。
  - イントロにBIG FISH AUDIOのサンプル音源『ENCORE』より「kit 21」が利用されている。
7. 少女のための残酷童話
  - サビにエルネスト・レクオーナの『7つの典型的なキューバ舞曲』から第6番「La 32」が引用されている。
8. 恐怖の頭脳改革
  - サビにBIG FISH AUDIOのサンプル音源『ENCORE』より「kit 01」が利用されている。その他、同音源よりイントロには「kit 28」が利用されている。
  - 2番～3番の間奏にBIG FISH AUDIOのサンプル音源『FUTURE COMPLEXTRO』より「the sky」が利用されている。
9. 地球(テラ)で
10. ゆりかご（instrument）
11. WALTZ FOR DEBBY
  - 通常版のみ収録されているボーナストラック。ビル・エヴァンスの「ワルツ・フォー・デビイ」の日本語カバー曲。

## 参加ミュージシャン
- All Lyrics Written：Arika Takarano
- All Music Written：Mikiya Katakura
- Arrangement：Akira Saito(斉藤聡)（M11）
- Strings Arrangement：Tsuyoshi Watanabe（M9）

- Vocal：Arika Takarano
- Violin：Tsuyoshi Watanabe、Yu Sugino
- Strings：杉野裕ストリングス

## クレジット
| Performed by ALI PROJECT | Performed by ALI PROJECT                                                         |
| ------------------------ | -------------------------------------------------------------------------------- |
| Produced, Directed by    | Mikiya Katakura                                                                  |
| Recording Engineered by  | Jiro Takita                                                                      |
| Mastering Engineered by  | Takeshi Hakamata(袴田剛史)（FLAIR）                                              |
| Recorded at              | Studio GREENBIRD                                                                 |
| Recorded at              | Flamingo Sound                                                                   |
| Recorded at              | Zazou Music Shed                                                                 |
| A&R Producer             | Iku Aoki(青木郁生)（Tokuma Japan）                                               |
| Sales Planner            | Toshitaka Ohtomo(大友俊孝)（Tokuma Japan）                                       |
| Sales Operator           | Ujiie Miwa（Crown Tokuma Music Distribution）                                    |
| Associate Producer       | Hiroyuki Munekiyo(宗清裕之)（Tokuma Japan）                                      |
| Associate Producer       | Hirokazu Shiraishi(白石博一)（Tokuma Japan）                                     |
| Associate Producer       | Kazuhide Shimokawa(下川一秀)（Tokuma Japan）                                     |
| Supervisor               | Yasutaka Wada(和田康孝)（Tokuma Japan）                                          |
| Artist Management        | Boris Vian Inc.                                                                  |
| Art Direction & Design   | Maiko Yoshino(吉野磨衣子)                                                        |
| Photography              | Hironobu Onodera(小野寺廣信)                                                     |
| Hair & Make-up           | Fusae Tachibana(橘房図)                                                          |
| Costume                  | Kaie Tada(多田カイエ)（Triple fortune）                                          |
| Creative Coordination    | Kiyoe Mizusawa(水澤清恵)（Tokuma Japan）                                         |
| Location                 | Shichiku Garden / AA Garden                                                      |
| Special Thanks to        | Makoto Sugimoto(杉本真)（Zepp Live） / Makoto Okuda(奥田誠)（Backstage Project） |
| Special Thanks to        | Hideo Miyamoto(宮本英夫) / Cherry / Ai-Chan                                      |